# 固有派生形質

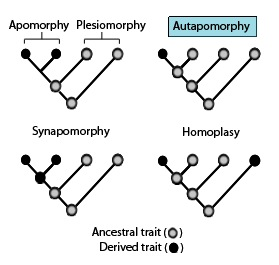
祖先形質および派生形質の様々なパタンを記述する用語と分岐図

系統学において、固有派生形質（こゆうはせいけいしつ、autapomorphy）とは、ある分類群に固有の派生的な形質状態である。単一の分類群にのみ見られ、焦点を当てる分類群（種、科、その他のいかなるクレード）に近縁な他のいかなる分類群や外群にも見られない 。ゆえに固有派生形質は一つの分類群に関する派生形質である 。固有派生形質（autapomorphy）という語は1950年にドイツ人昆虫学者ヴィリー・ヘニッヒによって造られた語であり、ギリシャ語の αὐτός, aut- = "自身"; ἀπό, apo = "分ける"; μορφή, morphḗ = "形"　からきている。

## 議論
固有派生形質は単一の分類群にのみに存在するため、系統関係の情報を持たない。ゆえに、固有派生形質は系統関係の推定には役立たない。しかし、固有派生形質は共有派生形質や共有祖先形質のように、対象とする分類群に関する概念である。あるレベルにおいて固有派生形質であるものは、系統樹のより下位の段階では共有派生形質となる。例えば、ヘビの固有派生形質は、四肢動物を特徴づける2対の肢（これは近縁なen:Ophidia、およびその共通祖先も持っている）を消失したことである。よって、en:Ophidiaという分類群において2対の肢の消失という固有派生形質が存在する。。しかしムカシヘビ上科とナミヘビ上科という分類群にとっては、2対の四肢の消失は共有派生形質である。